# 三生三世十里桃花 (电视剧)
三生三世十里桃花（英語：Eternal Love），是2017年中國大陸電視劇，根据唐七公子於2009年在晉江文學城連載《三生三世十里桃花》同名小说改编。由林玉芬执导，由杨幂、赵又廷领衔主演，张智尧、迪丽热巴、高伟光、黄梦莹、张彬彬、朦朧、刘芮麟、王骁、祝绪丹、代斯主演。於2016年1月在橫店影視城开拍，6月杀青。
2017年1月30日於浙江卫视、东方卫视首播，香港由無綫電視、翡翠台播放，臺灣由愛奇藝台灣站、Netflix上線。

## 播放平台

### 首播
| 頻道                   | 所在地   | 播映日期       | 播出時間 |
| 浙江衛視 東方衛視      | 中国大陆 | 2017年1月30日  | 星期一至日19:30 |
| 安徽卫视               | 中国大陆 | 2017年2月7日   | 星期一至日16:15 |
| 深圳卫视               | 中国大陆 | 2017年3月11日  | 星期一至日19:30 |
| 东南卫视               | 中国大陆 | 2017年5月18日  | 星期一至日19:30 |
| 江苏卫视 北京卫视      | 中国大陆 | 2018年10月5日  | 每天13:30 |
| 翡翠台                 |          | 2017年5月9日   | 星期一至五19:30至20:30                                                                                                  |
| 翡翠台                 | 香港     | 2017年6月12日  | 星期一至五19:00至19:30                                                                                                  |
| 翡翠台                 | 香港     | 2021年2月2日   | 星期一至五10:30-11:30（兩集連播）（2月12、15日，3月12日4月2、5及6日暫停播映，2月24日改於10:25-10:55播出（只播放一集）） |
| 中視主頻               | 臺灣     | 2017年7月20日  | 星期一至五21:00至22:00                                                                                                  |
| LiTV                   | 臺灣     | 2017年7月20日  | 星期一至五22:00 |
| KKTV                   | 臺灣     | 2017年7月20日  | 星期一至五22:00 |
| 緯來戲劇台             | 臺灣     | 2017年10月10日 | 星期一至五21:00至23:00                                                                                                  |
| 中天綜合台             | 臺灣     | 2018年3月5日   | 星期一至五20:00至21:00                                                                                                  |
| 中天娛樂台             | 臺灣     | 2020年4月6日   | 星期一至五20:00至22:00                                                                                                  |
| 八大戲劇台             | 臺灣     | 2021年2月22日  | 星期一至五18:00至20:00                                                                                                  |
| 愛爾達綜合台           | 臺灣     | 2021年3月10日  | 星期一至五19:00至21:00                                                                                                  |
| 緯來戲劇台             | 臺灣     | 2021年5月27日  | 星期一至五22:00至24:00                                                                                                  |
| Astro全佳HD            | 马来西亚 | 2017年4月5日   | 每晚19:00至20:00 |
| HUB娱家戏剧台          | 新加坡   | 2017年4月8日   | 星期六19:15至21:00 |
| 新传媒8频道            | 新加坡   | 2018年9月26日  | 星期一至五23:00至00:00                                                                                                  |
| CTV8HD                 | 柬埔寨   | 2017年5月18日  | 星期一至五21:00至22:00                                                                                                  |
| 中華TV                 |          | 2017年5月22日  | 星期一至五22:00至00:00                                                                                                  |
| VTV3                   | 越南     | 2017年7月19日  | 星期一至五12:00至13:00                                                                                                  |
| 銀河頻道               | 日本     | 2017年11月20日 | 星期一至六22:30至23:15                                                                                                  |
| LaLa TV                | 日本     | 2018年10月19日 | 星期一至五8:30至9:30 |
| BS12                   | 日本     | 2019年6月      | 星期一至五（不包括公共假期）7:00至8:00                                                                                  |
| TVQ九州放送            | 日本     | 2025年3月12日  | 星期一至五（不包括公共假期）12:00至13:00                                                                                |
| 城市電視               | 加拿大   | 2017年10月10日 | 星期一至五14:00至14:50、20:30至21:25                                                                                    |
| Astro AEC Astro AEC HD | 马来西亚 | 2018年1月24日  | 星期一至五20:30至21:30                                                                                                  |
| 華語劇台               | 香港     | 2020年5月22日  | 星期一至五7:40至9:20 （兩集連播）                                                                                       |

## 劇情
翼君擎蒼向天族挑起戰爭，天族為此付出慘痛代價由墨淵封印了擎蒼，同年金蓮託生的天孫夜華出世。七万年後擎蒼將破出封印，青丘狐帝么女白淺再次將擎蒼封印，因此被其封去法力、記憶和容貌。白淺落入凡塵與夜華相識，被贈名為素素。兩人相戀，後素素被帶入天宮。天宮中，愛慕夜華的素錦屢次陷害素素，並讓她誤會夜華冷酷無情，繼而又害她被挖雙眼。素素傷心欲絕，產子後縱身躍下誅仙台。因誅仙台戾氣破解封印，完成飛升上神之劫，而也因此恢復了白淺的記憶。白淺為忘記夜華，飲下忘情药。三百年後兩人在東海王儿子满月宴上重逢，夜華發現白淺就是當年的素素。兩人相隨相伴，再續前緣。一晚白淺喝醉意外将結魄灯打碎，將夜华之前所储存的素素之記憶释放出来。白淺恢復了記憶，想起往日仇怨，杀入天宫，向素錦討回雙眼。夜华从凡间历劫归来，得知白淺已恢復了記憶，跑到青丘意图向她解释，却被拒之门外。此時擎蒼再次衝破封印，夜華來不及解釋，親自斬殺擎蒼，為了蒼生而付出生命封印了東皇鐘。面对魂飞魄散的夜华，白淺悔恨自责。而三年后，幸夜华苏醒，兩人得以再续前缘。

## 登場人物

### 主要人物
| 演员                      | 角色   | 簡介 | 国语配音 | 粵語配音 |
| 杨幂                      | 白淺   | 青丘狐帝白止帝君的幺女，九尾白狐族，九重天上的天君長孫夜华的未婚妻、崑崙虛墨淵上神唯一的女弟子，四海八荒第一絕色。比夜華大九萬歲。爾後歷劫飛升上神並回青丘繼位為五荒五帝之中唯一女君，後来傳位給侄女鳳九。因輩分及地位極其尊貴，被四海八荒眾神尊稱為「姑姑」（但實際血缘上，只有鳳九才会稱她為「姑姑」）。與夜華經歷三生三世愛情糾葛。 特點：老是迷路、不善廚藝、酒量不錯、送禮皆送夜明珠、怕欠人情 法器：玉清崑崙扇、破雲扇 集數：1-10，26-58 | 季冠霖   | 劉惠雲   |
| 杨幂                      | 司音   | 司音是白淺學藝時的名字，年少時，白淺女扮男裝化名為司音，由折顏上神引薦拜於天界第一戰神墨淵門下，為崑崙虛十七弟子。 修行不勤，墨淵最為疼愛這位小徒弟，後墨淵為修為不足的白淺擋下三道天雷的天劫，使其飛升上仙。 靈動可愛、不拘小節、敢愛敢恨，眼裡容不下一粒沙子。 集數：1-10 | 季冠霖   | 劉惠雲   |
| 杨幂                      | 素素   | 白淺代替師父墨淵為封印擎蒼而被打落凡塵，被封印了全身仙力、容貌和記憶，到東荒的俊疾山上做個凡人。 那時的她還沒有名字，結識化為真身（龍身）的夜華，夜華因此替她取名素素，他們對著東荒大澤拜了天地，成了婚，之後以素素這個名字懷孕生子，卻在九重天受盡折磨而跳下誅仙台。 集數：10-26 | 季冠霖   | 劉惠雲   |
| 趙又廷 （童年：石悦安鑫） | 墨淵   | 父神嫡子，天界第一戰神，夜華之兄，司音(白淺上神)的師父。為蒼生應戰翼君擎蒼並以元神生祭東皇鐘封印之而導致自身魂飛魄散。爾後由白淺上神以九尾族神狐心頭精血和夜華耗損自身修為養護墨淵神體，並花了七萬年修補元神。 法器：軒轅劍 | 边江     | 李鎮然   |
| 趙又廷 （童年：石悦安鑫） | 夜華   | 戰神墨淵之胞弟，父神凝結一半神力修為而成的金蓮神胎，後托生成為九重天上的天君長孫太子、青丘女君白淺的未婚夫。與白淺相差九萬歲。 沉穩大器、不怒則威、內斂自持。原身是一條黑龍。 命運中的一次偶然，愛上一個名叫素素的凡间女子。本已決定和素素一起隱居凡塵，卻因緣巧合被迫將素素帶到九重天上。 素素遭到陷害被挖去雙眼，更在生下他們的孩子阿離後，因種種誤會毅然跳下誅仙台。 夜華救阻不及也隨素素跳了誅仙台後被救起，他不知其實世上根本就沒有叫做素素的凡人，那只是彼時渡厄歷劫被封去仙力和記憶的青丘上神白淺。 三百年後，夜華再一次遇到白淺，他一眼就認出了她，再度經歷與白淺的愛恨糾葛。 法器：青冥劍 | 边江     | 李鎮然   |
| 趙又廷 （童年：石悦安鑫） | 柳照歌 | 夜華到凡間歷劫時托生的凡人，江南一个世代书香的望族。 | 边江     | 李鎮然   |

### 天族
| 演员                                   | 角色         | 簡介 | 国语配音 | 粵語配音 |
| 張智堯                                 | 折颜         | 鳳族上神，開天闢地的第一隻鳳凰，鳳族的首領。由父神親自撫養長大，與墨淵自幼相識，地位比現今天君還高上許多，與東華帝君相等。自命退隱三界、不問紅塵，彬彬有禮、氣宇非凡、情趣優雅，品味比情趣更優雅。 種了一片十里桃林，擅长釀酒和忘情水，亦精通醫術。 不愛打架，但實力深不可測，曾為了追求狐后，與狐帝大戰一場，不分勝負，最終與兩人成為至交好友，也成為兩人孩子們的「保母」。 青丘白淺正是喝了他的忘情水，才忘了前塵往事，和白真有著說不清的情感。 法器：伏羲琴（已封印） | 陈浩     | 雷霆     |
| 高伟光                                 | 東華帝君     | 無父無母，生於碧海蒼靈，東荒一方華澤，簡單取了其中兩個字，號為「東華紫府少陽君」，是石頭中出生的神仙。 萬物為師長，以天地為洪爐，以眾生為磨礪，執蒼何劍，守九住心，以殺止殺，以戰止戰，專註一趣，亦神亦魔。座下七十二座神將，皆一時之豪傑，戰無敗績，兵行必勝，天下遂安。定仙神之律法，掌六界之生死，與父神共同征戰四海八荒。曾是天地共主，禪位給老天君（現任天君的父親），身分高貴，連天君都須禮讓。為天下蒼生，抹去了自己在三生石上的名字，但暗暗喜歡上白鳳九。 雖群芳傾心，卻郎心如鐵，唯摯愛以心相托，得其願強逆天命。 法器：蒼何劍 | 张杰     | 蘇強文   |
| 黃夢瑩 （幼年：凌岑） （童年：吳雨珏） | 素錦         | 天族忠烈合族——素錦族的唯一血脈，首領之女。由於父母和族人皆犧牲在大戰中，只剩下當時因年幼而未上戰埸的她，所以被天君封为昭仁公主，由央錯夫婦撫養成人，而后為了太子夜華，建議天君為收攏臣心而收她为天妃。再被賜給夜华當太子侧妃。 雍容華貴，高貴端莊，沉重心機隱藏在尊貴華服之下。 從小單戀天君的長孫、太子夜華，但夜華對其不曾動心。自認是夜華的青梅竹馬，卻不知道夜華早於前世尚在金蓮神胎時，已與司音（白淺）結下緣分。 於是多次加害夜華的心上人素素，殊不知那正是下凡歷劫的青丘女君白淺。 誣衊素素欲推誅仙台，自身傷了雙眼失明，卻趁機奪取了素素的雙眼。 隨後白淺因氣憤打翻結魄燈而重獲記憶，上天宮找素錦算帳並將其雙眼取走。 素錦找天君求討公道，怎知卻被揭發，做人偶蠱惑太子夜華、汙衊天孫元真調戲素錦等往事，被派守東皇鐘，後因失職被貶下凡。永久在輪迴中受盡被殘疾丈夫拋棄之苦作報應。 | 阎萌萌   | 鄭麗麗   |
| 劉芮麟                                 | 子闌         | 墨渊的十六弟子，與白淺同日拜師。與翼族公主胭脂有緣無分。因把修為渡給應兒（離鏡與玄女之女）一事而自感愧對墨淵，自罰終生守在無妄海。 | 路知行   | 黃積權   |
| 王骁                                   | 司命星君     | 東華帝君座下，主攻八卦、谱世人的命格，與白鳳九友誼關係良好。 | 原音     | 鄧志堅   |
| 蒋恺                                   | 天君（慈正） | 帝君禪位、老天君離世後，繼任天族之主，是夜華的祖父。个性霸道，认为自己所做所為都必然是正确的。可能名為皓德。 | 汤水雨   | 張炳強   |
| 李芯逸                                 | 瑤光         | 是一位賢时温婉戰时剛猛的女神，思慕着墨渊上神。天、翼兩族大戰為給天族一線生機，自請帶兵一萬引開翼族兵力。最后與素錦族一起戰死於天族与翼族的大戰中。 | 张艾     | 曾佩儀   |
| 刘晓晔                                 | 樂胥         | 央错之妻、夜華的母亲，也是撫養素錦長大的人，修為一般，偏聽偏信。因性格柔弱，天君恐防「慈母多敗兒」而不准許她親自撫養夜華，直到夜華飛升上仙，才得而見面。雖居高位卻無過人智慧，時常受素錦擺弄并針對凡人素素及白淺上神。 | 张艾     | 陸惠玲   |
| 賴藝                                   | 疊風         | 墨渊的大弟子、西海的二皇子，（原著中僅是墨淵的大弟子，西海二皇子為蘇陌葉），很疼司音（白淺），找了司音七萬年後，最先與司音相認並知其真實身份為青丘白淺，並和白淺一同等待墨淵甦醒。 | 魏超     | 陳耀楠   |
| 張赫                                   | 令羽         | 墨渊第九弟子，於天族与翼族的大戰中，因陣法被破而戰死。小說中並未死亡，是唯一在七萬年來守在昆侖虛的弟子。 | 苏尚卿   | 鍾見麟   |
| 李东恒                                 | 連宋         | 天君的三兒子、夜華的三叔，天族的三皇子，性格瀟灑，喜歡成玉，和東華帝君交好，極為疼愛夜華，是他情場上的軍師。 | 赵毅     | 陳卓智   |
| 王若麟                                 | 桑籍         | 天君的二兒子，天族的二皇子，原为白淺的未婚夫，去探訪白淺時看上了少辛，雙方喜歡彼此，帶著少辛私奔。天君震怒下将其貶為北海水君，與少辛長居北海，育有多名子女。 | 凌振赫   | 陳廷軒   |
| 牟鳳彬                                 | 央錯         | 天君的長子、夜華的父親、樂胥的丈夫，天族的大皇子。 |          | 潘文柏   |
| 王汀                                   | 成玉元君     | 從凡界修行有成飛升上天的女仙，被天君封為元君，與白鳳九關係甚好，喜歡連宋，時常與其鬥嘴。 | 褚珺     | 黃玉娟   |
| 轩鸿灏                                 | 伽昀         | 天宫小仙，夜华案前司墨的文官，做事情盡職盡責。 |          | 張方正   |
| 付华锋                                 | 疊雍         | 西海水君大皇子，疊風的長兄，幼年時曾受過墨淵天大的恩情，魂魄曾寄宿於其神識內。 |          | 張方正   |
| 宋海颉                                 | 二師兄       | 墨渊第二弟子。 |          | 麥皓豐   |
| 張藝瀚                                 | 阿離         | 小名「糯米团子」，大名「白辰」，白浅化为凡人素素时與夜華生下的兒子，愛吃枇杷，人稱小天孫。真身是一條白龍。 |          | 魏惠娥   |
| 虞文涛                                 | 天枢         | 天宫小仙，夜华案前司戰的武官，做事情很盡職盡責。 | 齐斯伽   | 李安邦   |
| 陈柯帆                                 | 元贞         | 桑籍與少辛的長子，夜華的堂弟，北海大皇子，性格忠厚老實，卻被素錦利用和誣陷，被天君罰歷劫六十年。在凡間歷劫時得到白淺的幫忙，避開原本應受的情劫，並被她收為徒弟。最終在東華帝君審理素錦的案件時，獲得平反。 | 钱文青   | 鍾見麟   |
| 王斌                                   | 灵宝天尊     | 夜華的師兄，曾贈司音上仙（白浅）破云扇。 |          | 招世亮   |
| 杨安琪                                 | 奈奈         | 素素（白浅）身邊的宮娥，对其忠心耿耿，也是照顧阿離的保姆。 | 徐佳琦   | 吳羨婷   |
| 张冉怡                                 | 辛奴         | 宮娥、素锦的侍女，常協助素錦為非作歹或是出謀劃策。 | 张馨予   | 何晶晶   |
| 赵新环                                 | 药王         | 天宮的御醫。 | 张伟     | 林國雄   |
| 赵岩松                                 | 父神         | 创世神祇。墨渊、夜華之父，母神的丈夫。其神力與東皇鐘不相上下。曾與東華帝君一同征戰四海八荒。已身歸混沌。 |          |          |
| 叶新宇                                 | 普化天尊     | 掌管天雷刑罰。 |          | 劉昭文   |
| 劉玫麟                                 | 織越         | 夜華的表妹，愛慕東華帝君。 | 毛毛头   | 黃昕瑜   |

### 翼族
| 演员   | 角色   | 簡介 | 国语配音 | 粵語配音 |
| 連奕名 | 擎蒼   | 現任翼君離鏡的父親，前任翼君，武功蓋世、驍勇善戰，為妖族打下大好江山。 為攻打天族，把令羽偕同墨淵十七弟子司音綁回翼族王宮大紫明宮，聲稱要收令羽為乾兒子。 救了因要當他的乾兒子，抵死不從而自盡未遂的令羽很多次。 最後墨淵把令羽、司音帶回昆侖虛，因擎蒼激烈阻止而血洗大紫明宮。 因令羽而引發翼族之亂，祭出東皇鐘。 翼族之亂後，被墨淵封入東皇鐘，囚在若水河。 七萬年後破出東皇鐘，又被白淺再次封印。 三百年後又破出，死于墨淵胞弟，天族長孫太子夜華之手，元神俱滅。 法器：方天畫戟 | 原音     | 朱子聰   |
| 张彬彬 | 離鏡   | 本是翼族的二皇子，在擎蒼被封印於東皇鐘後，發動宮變成為大紫明宮新任翼君。 風流多情，英氣風發，器宇軒昂，亦正亦邪。 曾與司音相愛，誤會司音喜歡墨渊，所以在見到與司音長得一樣的玄女時，被玄女勾引，移情玄女，背叛司音。 後來悔不當初，但白淺已愛上夜華，終失所愛。最終因召喚擎蒼元神也死於擎蒼之手，也因早被擎蒼注入練功蠱，反而因死於擎蒼之手，而使擎蒼功力大增。 | 原音     | 曹啟謙   |
| 代斯   | 胭脂   | 翼族长公主，现任翼君离镜的異母妹妹。曾誤會司音為男子，喜歡過司音。因心傷兩位兄長自相殘殺，而獨自到凡間生活。與子闌有緣無分（因为子闌不希望再發生半仙半妖出生的悲劇），但與他各自付出一半修為把侄女應兒（離鏡和玄女的女兒）復活，並在凡间親自撫養她。 | 白雪岑   | 張頌欣   |
| 杜俊泽 | 離怨   | 本是翼族的大皇子，胭脂的同母兄長。一心繼承王位，深切滿腹陰謀詭計，熱衷於權勢，不惜一切，不顧兄弟之情，只可惜機關算盡，卻逃不過命運的安排，讓離鏡當上了皇位，終生被關押在極寒之地，最後讓玄女殺了自己，企圖讓擎蒼破出封印及殺死離鏡為自己報仇。 |          | 李凱傑   |
| 任滔   | 金猊兽 | 翼族擎蒼座下的手下。為救胭脂死於離怨刀下。 |          | 陳欣     |
| 黄天崎 | 火麒麟 | 離鏡座騎，翼界的神獸，自幼與他一起長大。 | 原音     | 謝潔貞   |

### 青丘
| 演员     | 角色           | 簡介 | 国语配音 | 粵語配音 |
| 迪丽热巴 | 白鳳九         | 青丘帝君白止的孙女，老二白奕上神的女儿，白浅的侄女，阿離的表姊。由於父親是九尾白狐，母親是紅狐，所以是四海八荒唯一一隻九尾红狐，额间天生就有一朵凤尾花胎记，且因出生在九月，故取名凤九。四海八荒第二绝色，先前乃是青丘小帝姬、后世袭姑姑（白浅）青丘东荒女君之位。 因路遇金猊兽身处险境，幸得東華帝君相救，为报答恩情装作奴婢潜到帝君宫中，后察觉自己爱慕东华帝君。凤九不惜断尾化作神器只为了能在三生石上刻上她与帝君的名字。两人最终无法终成眷属。 淳美灵动，真心无畏、天真善良。 特長：做饭、重情重义、有债必还 法器：长笛、陶铸剑、合虚剑 | 乔诗语   | 詹健兒   |
| 迪丽热巴 | 陳贵人／陳淑妃 | 在凡间报恩时借用陈贵人的肉身助东华帝君历劫。情繫恩人，不离不弃，痴诚守念那段本不可触及的缘恋。 | 乔诗语   | 詹健兒   |
| 祝绪丹   | 玄女           | 白淺大嫂未书的妹妹，也是出身狐族，自恃貌美便萬事可得。 因為嫉妒白淺美貌而求白淺和折顏將自己容貌化成和白淺一樣。 幫助翼族盜取陣法圖害得墨淵生祭東皇鐘，後嫁給離鏡，當上翼后，與他生有一女（死胎），取名應兒，一直誤以為是兒子。 後來為了復活孩子而去盜墨淵仙體和阿離，被白淺重傷後回復本來面容。因不忍看到自己的樣子而自毀雙目。 叛天叛地，仍換不回所愛之人一刻鍾情，一生活得自欺欺人。 最終在取神芝草時被兇獸重傷，死於離鏡的懷中。 | 邱秋     | 何璐怡   |
| 朦朧     | 白真           | 青丘白止帝君第四子、青丘五荒之帝之一、白淺的四哥，疼愛白淺及鳳九。四海八荒第一美男子。 鬥雞走狗，把酒喚友，灑脫不羈踏遍四海八荒，有一好友折顏，人生目標僅與折顏廝混，護小五周全。 | 杨天翔   | 梁偉德   |
| 張宥浩   | 迷谷           | 樹精，青丘狐狸洞事務管家。說白淺是敗家姑姑，因為一頓飯，差點火化成灰（但自己也不懂做飯）。 | 苏尚卿   | 陳灝瑋   |
| 李恩晟   | 畢方           | 作為修為最高的神獸，本可以自由自在不受任何拘束。卻因為對白淺深深的愛慕，甘願成為白淺四哥白真的坐騎。 一直將愛埋藏在心底的畢方終於有天鼓起了勇氣表白，白淺卻已與夜華訂親，這第四朵桃花尚未來得及綻放，就默默地凋零了。 雖然並不是白淺命中注定的戀人，但畢方這一段無疾而終的暗戀仍令眾人惋惜。 |          |          |
| 冷海铭   | 白奕           | 青丘白止帝君第二子，青丘五荒之帝之一，白淺的二哥，白鳳九的父亲。 |          | 李錦綸   |
| 马睿     | 狐             | 狐帝之妻，白淺的母親。為救白淺渡了一半修為給她。 | 任怡洁   | 沈小蘭   |
| 张弓     | 白止           | 青丘帝君，白淺的父親。為救白淺前去東海瀛洲取神芝草，帶著神芝草重傷歸來。 | 刘琮     | 陳永信   |
| 杨炳新   | 叶子精         | 青丘小仙 |          |          |
| 万紫玲   | 蘑菇精         | 青丘小仙 |          |          |
| 甘丽影   | 玄女娘         | 玄女和未书的母親。因玄女的背叛害墨淵生祭東皇鐘，而與她斷絕母女關係。 |          |          |

### 其他
| 演员     | 角色       | 簡介 | 国语配音 | 粵語配音 |
| 安悦溪   | 少辛       | 白浅救過的一只巴蛇，後與桑籍相戀。雖然當上北海水君夫人，但作為忠僕，卻從未出賣過青丘的秘密。                                               | 徐畅繁   | 何寶珊   |
| 王秀竹   | 缪清公主   | 東海水君的妹妹。曾救了阿離一命。愛慕夜華，为了要嫁给夜华而進入洗梧宮成為素錦的走狗，後因在羹湯下春藥，企圖迷惑夜華，被其识破而被赶回东海。 | 张喆     | 陳皓宜   |
| 金丰     | 绿袖公主   | 长海二公主，對夜華深有好感。 | 李诗萌   | 曾秀清   |
| 李栋     | 土地神     | 若水土地神 | 张伟     | 黃子敬   |
| 孙蛟龙   | 鲛人族头领 | 離怨、胭脂的表舅 在兩人的外祖父無子的情況下，繼承頭領之位 侵犯長海多年，最終與天族交戰中，被夜華殺死。 武器：斬魄刀                        | 张遥函   |          |
| 李华欣怡 | 西海王后   | 疊雍、疊風的母親。 |          |          |
| 陆梅芳   | 皇后       | 東華帝君下凡間時的皇后。討厭受寵的陳淑妃（白鳳九）。                                                                                       |          |          |
| 张超     | 德妃       | 東華帝君下凡間時的妃子。 |          |          |
| 刘微     | 贤妃       | 東華帝君下凡間時的妃子。 |          |          |
| 孟祥亮   | 道士       | |          |          |
| 梅云     | 道姑       | 北海水君（桑籍）安排在人間照顧元貞的親信。                                                                                                 |          |          |
| 陈赛赛   | 玉铛       | 菡萏院宫女、陈贵人（白鳳九）的侍女。 |          | 陳皓宜   |
| 田娜     | 瑶光仙婢   | |          |          |
| 王冬红   | 瑶光的仙婢 | |          |          |
| 刘小婉   | 雨仙       | |          |          |
| 侯瑞祥   | 少年侠士   | 身穿白衣，阻擋惡霸騷擾瑶光。 |          |          |

## 电视原声带

### 中国大陆、台灣
本剧的原声以及配乐在中国大陆由QQ音乐独家线上发行，分原声带和配乐两个版本；此外在其他地区由上海譚旋音樂工作室在iTunes线上发行，共三个版本。
| 《三生三世十里桃花》电视剧原声带 | 《三生三世十里桃花》电视剧原声带 | 《三生三世十里桃花》电视剧原声带 | 《三生三世十里桃花》电视剧原声带 | 《三生三世十里桃花》电视剧原声带 |
| 曲序                             | 曲目                             | 词曲                             | 演唱                             | 时长                             |
| -------------------------------- | -------------------------------- | -------------------------------- | -------------------------------- | -------------------------------- |
| 1.                               | 三生三世（片头曲）               | 代岳東、譚旋                     | 张                               | 4:17                             |
| 2.                               | 凉凉（片尾曲）                   |                                  | 杨宗纬、张碧晨                   | 5:33                             |
| 3.                               | 思慕（插曲）                     |                                  | 郁可唯                           | 5:07                             |
| 4.                               | 繁花（插曲）                     |                                  | 董貞                             | 3:45                             |
| 5.                               | 就算沒有如果（插曲）             |                                  | 香香                             | 5:05                             |
| 6.                               | 三生三世（伴奏）                 |                                  |                                  | 4:17                             |
| 7.                               | 凉凉（伴奏）                     |                                  |                                  | 5:33                             |
| 8.                               | 思慕（伴奏）                     |                                  |                                  | 5:06                             |
| 9.                               | 繁花（伴奏）                     |                                  |                                  | 3:45                             |
| 10.                              | 就算没有如果（伴奏）             |                                  |                                  | 5:05                             |

| 《三生三世十里桃花》电视剧配乐 | 《三生三世十里桃花》电视剧配乐 | 《三生三世十里桃花》电视剧配乐 |
| 曲序                           | 曲目                           | 时长                           |
| ------------------------------ | ------------------------------ | ------------------------------ |
| 1.                             | 玉清昆仑扇                     | 1:41                           |
| 2.                             | 昆仑虚                         | 2:42                           |
| 3.                             | 墨渊                           | 3:16                           |
| 4.                             | 司音                           | 2:32                           |
| 5.                             | 上仙么么哒                     | 2:17                           |
| 6.                             | 修行                           | 2:38                           |
| 7.                             | 离镜                           | 2:22                           |
| 8.                             | 情窦                           | 2:42                           |
| 9.                             | 玄女                           | 2:11                           |
| 10.                            | 决战若水河                     | 4:10                           |

### 香港
| 歌名     | 作词   | 作曲   | 編曲   | 歌曲監製       | 主唱 | 备注   |
| -------- | ------ | ------ | ------ | -------------- | ---- | ------ |
| 久別重逢 | 張美賢 | 張家誠 | 張家誠 | 何哲圖、韋景雲 | HANA | 主題曲 |

## 收视率

### 網路
根據藝恩視頻智庫統計信息，其播放量累計達480億。

### 中國大陸
| 中国大陆 東方衛視／浙江衛視 首播收视率 （CSM52） |               |          |          |          |          |          |          | |
| 集數                                             | 播出日期      | 東方衛視 | 東方衛視 | 東方衛視 | 浙江衛視 | 浙江衛視 | 浙江衛視 | 備註 |
| 集數                                             | 播出日期      | 收視率   | 收視份額 | 排名     | 收視率   | 收視份額 | 排名     | 備註 |
| 1-2                                              | 2017年1月30日 | 0.597    | 1.907    | 4        | 0.585    | 1.863    | 5        | |
| 3-4                                              | 2017年1月31日 | 0.575    | 1.84     | 6        | 0.509    | 1.627    | 9        | |
| 5-6                                              | 2017年2月1日  | 0.479    | 1.473    | 9        | 0.59     | 1.81     | 5        | |
| 7-8                                              | 2017年2月2日  | 0.634    | 1.887    | 6        | 0.629    | 1.868    | 7        | |
| 9-10                                             | 2017年2月3日  | 0.722    | 2.059    | 5        | 0.614    | 1.781    | 6        | 浙江為第9集收視 東方《東方看大剧》收视0.481，份额1.383                                                     |
| 11                                               | 2017年2月4日  | 0.909    | 2.691    | 3        | 0.498    | 1.474    | 6        | 浙江為第10集收視                                                                                           |
| 12-13                                            | 2017年2月5日  | 1.134    | 3.206    | 2        | 0.792    | 2.249    | 5        | 浙江為第11-12集收視                                                                                        |
| 14-15                                            | 2017年2月6日  | 0.987    | 2.78     | 4        | 0.778    | 2.187    | 6        | 浙江為第13-14集收視 東方《東方看大剧》收视0.714，份额2.031                                                 |
| 16-17                                            | 2017年2月7日  | 1.036    | 2.817    | 4        | 0.766    | 2.083    | 6        | 浙江為第15-16集收視 東方《東方看大剧》收视0.72，份额2.02                                                   |
| 18-19                                            | 2017年2月8日  | 1.043    | 2.845    | 4        | 0.894    | 2.438    | 6        | 浙江為第17-19集收視 東方全国网日平均收视破1 東方《東方看大剧》收视0.696，份额1.949                         |
| 20-23                                            | 2017年2月9日  | 1.129    | 3.12     | 3        | 0.948    | 2.63     | 5        | 浙江為第20-22集收視，東方為第20-21集收視 浙江CSM16省网日平均收视破1 東方《東方看大剧》收视0.763，份额2.151 |
| 20-23                                            | 2017年2月10日 | 1.118    | 3.115    | 3        | 0.837    | 2.383    | 6        | 浙江為第23集收視，東方為第22-23集收視 東方CSM16省网日平均收视破1                                           |
| 24                                               | 2017年2月11日 | 0.971    | 2.869    | 2        | 0.761    | 2.24     | 4        | |
| 25-26                                            | 2017年2月12日 | 1.497    | 4.238    | 1        | 0.945    | 2.665    | 4        | |
| 27-28                                            | 2017年2月13日 | 1.511    | 4.281    | 1        | 1.077    | 3.047    | 3        | 两台全国网日平均收视均破1 東方《東方看大剧》收视1.078，份额3.233                                           |
| 29-30                                            | 2017年2月14日 | 1.434    | 4.207    | 1        | 1.061    | 3.111    | 3        | 東方《東方看大剧》收视1.077，份额3.304                                                                     |
| 31-32                                            | 2017年2月15日 | 1.401    | 3.968    | 1        | 1.157    | 3.279    | 2        | 两台CSM16省网日平均收视均破1 東方《東方看大剧》收视0.974，份额2.909                                        |
| 33-34                                            | 2017年2月16日 | 1.527    | 4.396    | 1        | 1.152    | 3.313    | 4        | 東方《東方看大剧》收视1.034，份额3.101                                                                     |
| 35-36                                            | 2017年2月17日 | 1.63     | 4.528    | 1        | 1.473    | 4.139    | 2        | 東方《東方看大剧》收视1.145，份额3.216                                                                     |
| 37                                               | 2017年2月18日 | 1.467    | 4.384    | 1        | 1.06     | 3.144    | 4        | [ 14 ] [ 13 ]                                                                                              |
| 38-39                                            | 2017年2月19日 | 1.629    | 4.534    | 1        | 1.307    | 3.623    | 2        | [ 15 ] [ 13 ]                                                                                              |
| 40-41                                            | 2017年2月20日 | 1.629    | 4.521    | 1        | 1.282    | 3.553    | 3        | 東方《東方看大剧》收视1.153，份额3.386                                                                     |
| 42-43                                            | 2017年2月21日 | 1.576    | 4.344    | 1        | 1.223    | 3.369    | 4        | 東方《東方看大剧》收视1.054，份额3.149                                                                     |
| 44-45                                            | 2017年2月22日 | 1.613    | 4.501    | 1        | 1.244    | 3.472    | 4        | 東方《東方看大剧》收视1.127，份额3.337                                                                     |
| 46-47                                            | 2017年2月23日 | 1.568    | 4.429    | 1        | 1.39     | 3.921    | 3        | 東方《東方看大剧》收视1.101，份额3.296                                                                     |
| 48-49                                            | 2017年2月24日 | 1.575    | 4.397    | 1        | 1.518    | 4.286    | 3        | 東方《東方看大剧》收视1.171，份额3.305                                                                     |
| 50                                               | 2017年2月25日 | 1.6      | 4.615    | 1        | 1.198    | 3.442    | 4        | |
| 51-52                                            | 2017年2月26日 | 1.658    | 4.655    | 1        | 1.297    | 3.635    | 4        | |
| 53-54                                            | 2017年2月27日 | 1.674    | 4.978    | 1        | 1.314    | 3.906    | 3        | 東方《東方看大剧》全国网收视0.99，份额3.36                                                                 |
| 55-56                                            | 2017年2月28日 | 1.679    | 5.006    | 1        | 1.414    | 4.211    | 3        | 東方《東方看大剧》全收视1.145，份额3.635                                                                   |
| 57-58                                            | 2017年3月1日  | 1.91     | 5.542    | 1        | 1.484    | 4.32     | 3        | 東方单集收视破2 東方《東方看大剧》收视0.816，份额2.529                                                     |
| 平均收視                                         | CSM52城市網   | 1.288    | 3.69     |          | 1.041    | 2.99     |          | |
| 平均收視                                         | CSM35         | 1.295    | 3.658    |          | 1.027    | 2.904    |          | |
| 平均收視                                         | CSM全國網     | 1.15     |          |          | 1.11     |          |          | |

1. 同时段或交叉时段主要节目：
  - CCTV-1：《于成龙》／《大秦帝国之崛起》
  - CCTV-8：《于成龙》／《青年霍元甲之冲出江湖》／《破晓》
  - 湖南：《孤芳不自賞》／《周末父母》
  - 江苏：《爱，来得刚好》
  - 北京：《大唐荣耀》（與安徽聯播）
2. 数据由广视索福瑞提供，调查范围为四岁以上之观众。
3. 以上收视排名包括央视在内。衍生節目除注明外均為52城收視
4. 全國網、CSM16省網只列舉代表性收視數據

### 香港
| 週次 | 集數  | 日期                   | 平均 | 最高   | 備註                                                                     |
| 1    | 1－5  | 2017年6月12日－6月16日 | 15點 | 20.8點 | 首集受強烈熱帶風暴苗柏影響，平均收視20.8點，觀眾人數135萬 平均收視15.3點 |
| 2    | 6－10 | 2017年6月19日－6月23日 | 13點 | 12.7點 | 平均收視12.7點，约82萬5千觀眾                                            |

## 制作
剧组为了制作本剧，建立了十余个摄影棚，总搭景面积超过了五万平方米。选用了三百余处场景且并未重复，由于团队的要求较高，近80%的场景都是新建的。

## 争议
電視劇上映後，有网友发现并在微博上指称该片未经授权盗用了昆曲演员单雯的《牡丹亭》录音选段，随后引发大批网友声讨。剧组在了解并调查后发表致歉声明，承认侵权，称“经调查发现，确实由于后期工作人员的疏忽，擅自使用了来自网络的一段音乐。”已严肃处理相关负责人并积极与演唱者本人道歉和沟通。

## 宣傳活動

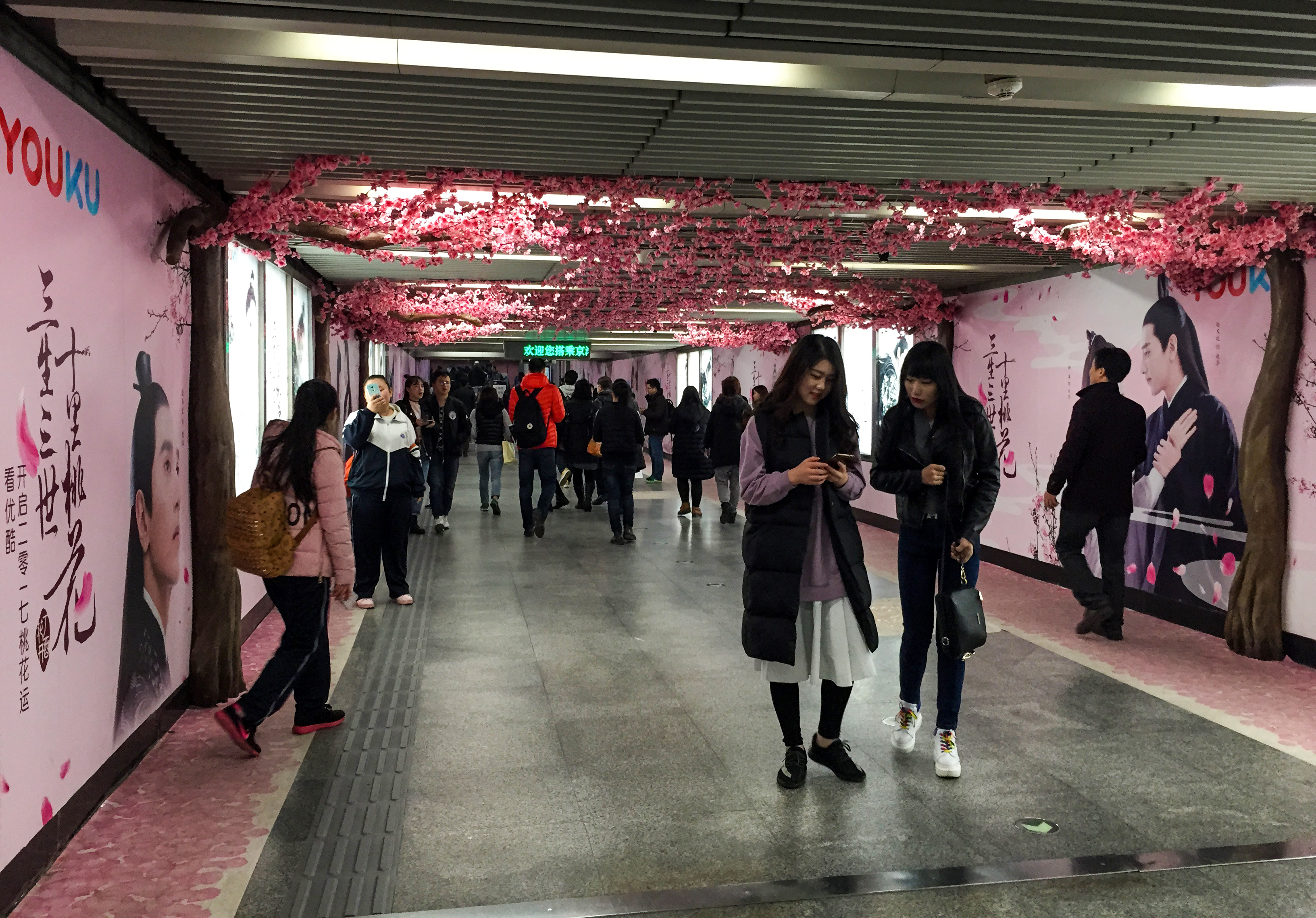
北京地铁4号线西单站F口通道内的《三生三世十里桃花》宣传广告及桃林装饰

| 播出時間      | 活動                    | 出席演員                                                       |
| 2017年1月20日 | 浙江卫视《王牌對王牌2》 | 楊冪、趙又廷、迪麗熱巴、高偉光、于朦朧、張智堯、黃夢瑩、張彬彬 |
| 2017年2月18日 | 湖南卫视《快乐大本营》  | 迪丽热巴、朦朧                                                 |
| 2017年4月8日  | 湖南卫视《快乐大本营》  | 迪麗熱巴、高偉光                                               |

## 原著
| 出版时间   | 书籍名称                     | 类型 | 作者     | 出版社           | 国际标准书号       |
| 2009年1月  | 《三生三世十里桃花》         | 小說 | 唐七公子 | 瀋陽出版社       | ISBN 9787544138000 |
| 2009年9月  | 《三生三世十里桃花1·劫之卷》 | 小說 | 唐七公子 | 耕林出版文化事業 | ISBN 9789861398273 |
| 2012年10月 | 《三生三世十里桃花》         | 小說 | 唐七公子 | 湖南文藝出版社   | ISBN 9787540457716 |